# 22914 Tsunanmachi
22914 Tsunanmachi è un asteroide della fascia principale. Scoperto nel 1999, presenta un'orbita caratterizzata da un semiasse maggiore pari a 3,1037714 UA e da un'eccentricità di 0,3105736, inclinata di 15,28709° rispetto all'eclittica.